# Deutsche Freie-Partie-Meisterschaft 2023/24

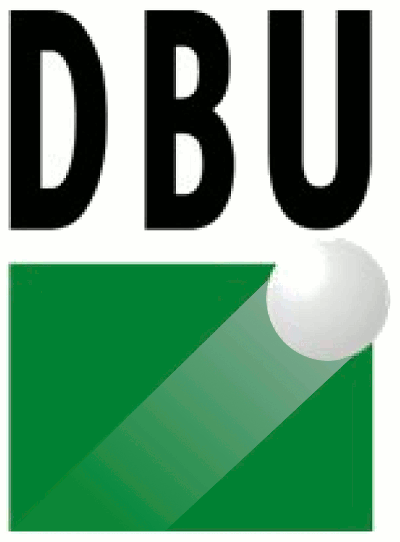
Verbandslogo: DBU

Veranstaltungsort: Herten

Die Deutsche Freie-Partie-Meisterschaft 2023/24 ist eine Billard-Turnierserie und fand vom 29. bis zum 30. Mai 2024 in Herten zum 55. Mal statt.

## Modus
Gespielt wurde im Round-Robin-Modus bis 300 Punkte oder 10 Aufnahmen.
Die Endplatzierung ergab sich aus folgenden Kriterien:
1. Matchpunkte
2. Generaldurchschnitt (GD)
3. Bester Einzeldurchschnitt (BED)
4. Höchstserie (HS)

## Teilnehmer (nach Ausgangsklassement)

Ausrichter: GT Buer

1. Sven Daske (SCB Langendamm), Titelverteidiger
2. Arnd Riedel (BG Hamburg) (GD 112,50)
3. Markus Melerski (BC Hilden) (GD 100,00)
4. Thomas Berger (DBC Bochum) (GD 40,30)
5. Christian Pöther (ABC Merklinde) (GD 26,66)

## Turnierverlauf
| Name             | MP  | Pkte | Aufn. | ED    | HS  |
| ---------------- | --- | ---- | ----- | ----- | --- |
| 1. Spielrunde    |     |      |       |       |     |
| Arnd Riedel      | 2:0 | 300  | 6     | 50,00 | 183 |
| Christian Pöther | 0:2 | 27   | 6     | 4,50  | 19  |
| Markus Melerski  | 0:2 | 79   | 10    | 7,90  | 46  |
| Thomas Berger    | 2:0 | 175  | 10    | 17,50 | 163 |

| Name             | MP  | Pkte | Aufn. | ED     | HS  |
| ---------------- | --- | ---- | ----- | ------ | --- |
| 2. Spielrunde    |     |      |       |        |     |
| Sven Daske       | 0:2 | 292  | 2     | 146,00 | 292 |
| Markus Melerski  | 2:0 | 300  | 2     | 150,00 | 292 |
| Thomas Berger    | 0:2 | 6    | 2     | 3,00   | 6   |
| Christian Pöther | 2:0 | 300  | 2     | 150,00 | 293 |

| Name            | MP  | Pkte | Aufn. | ED     | HS  |
| --------------- | --- | ---- | ----- | ------ | --- |
| 3. Spielrunde   |     |      |       |        |     |
| Arnd Riedel     | 0:2 | 137  | 3     | 45,66  | 135 |
| Markus Melerski | 2:0 | 300  | 3     | 100,00 | 255 |
| Sven Daske      | 2:0 | 300  | 7     | 42,85  | 109 |
| Thomas Berger   | 0:2 | 54   | 7     | 7,71   | 21  |

| Name             | MP  | Pkte | Aufn. | ED    | HS  |
| ---------------- | --- | ---- | ----- | ----- | --- |
| 4. Spielrunde    |     |      |       |       |     |
| Sven Daske       | 2:0 | 300  | 5     | 60,00 | 249 |
| Arnd Riedel      | 0:2 | 6    | 5     | 1,20  | 4   |
| Markus Melerski  | 2:0 | 300  | 8     | 37,50 | 162 |
| Christian Pöther | 0:2 | 138  | 8     | 17,25 | 77  |

| Name             | MP  | Pkte | Aufn. | ED     | HS  |
| ---------------- | --- | ---- | ----- | ------ | --- |
| 5. Spielrunde    |     |      |       |        |     |
| Sven Daske       | 2:0 | 300  | 1     | 300,00 | 300 |
| Christian Pöther | 0:2 | 0    | 1     | 0,00   | 0   |
| Arnd Riedel      | 2:0 | 300  | 3     | 100,00 | 262 |
| Thomas Berger    | 0:2 | 60   | 3     | 20,00  | 54  |

## Abschlusstabelle
| MP    | Match Points (Sieger = 2; Unentschieden = 1; Verlierer = 0) |
| Pkte. | Erzielte Karambolagen                                       |
| Aufn. | Benötigte Versuche                                          |
| GD    | Generaldurchschnitt                                         |
| BED   | Bester Einzeldurchschnitt eines Spielers                    |
| HS    | Höchstserie                                                 |
|       | Bester GD des Turniers                                      |
|       | Bester ED des Turniers                                      |
|       | Beste HS des Turniers                                       |
|       | 1. Platz (Gold)                                             |
|       | 2. Platz (Silber)                                           |
|       | 3. Platz (Bronze)                                           |

| Klassement                 | Klassement       | Klassement | Klassement | Klassement | Klassement | Klassement | Klassement |
| Platz                      | Name             | MP         | Pkte.      | Aufn.      | GD         | BED        | HS         |
| -------------------------- | ---------------- | ---------- | ---------- | ---------- | ---------- | ---------- | ---------- |
| 1                          | Sven Daske       | 6:2        | 1192       | 15         | 79,46      | 300,00     | 300        |
| 2                          | Markus Melerski  | 6:2        | 979        | 23         | 42,56      | 150,00     | 292        |
| 3                          | Arnd Riedel      | 4:4        | 743        | 17         | 43,70      | 100,00     | 262        |
| 4                          | Christian Pöther | 2:6        | 465        | 17         | 27,35      | 150,00     | 293        |
| 5                          | Thomas Berger    | 2:6        | 295        | 22         | 13,40      | 17,50      | 163        |
| Turnierdurchschnitt: 39,08 |                  |            |            |            |            |            |            |